# Assembleia Popular (Bolívia)
A Assembleia Popular foi um organismo do movimento sindical, operário e popular boliviano que buscava constituir um órgão de poder próprio e alternativo às instituições políticas de governo oficiais, organizou-se na Bolívia durante o governo do general Juan José Torres (outubro de 1970 a agosto de 1971) . 

## Antecedentes
O atraso do capitalismo boliviano manifesta-se principalmente no campo, onde apenas em 1952 foram abolidas formalmente as relações pré-capitalistas. Mas ainda continuavam as formas comunitárias e indígenas de produção no setor agrícola. Foi neste contexto que despontou o jovem proletariado mineiro, que tentou dirigir a nação oprimida por meio da Assembleia Popular em 1971. Os mineiros eram o setor mais combativo pois estavam vinculados ao setor mais moderno da economia boliviana, conectado aos centros econômicos mundiais. Em relação às classes dominantes, o país passa da condição de colônia à de semi-colônia, com a ascensão desde a década de 60 da ascensão da hegemonia política do grande capital monopolista norte-americano, após a derrota definitiva do populismo clássico na América Latina, o que na Bolívia se dá com os golpes militares de 1964 e 1971 . 

### Revolução Boliviana
Na Bolívia houve um diferencial, pois já em 1952 ocorria a Revolução Boliviana que ocorreu numa conjuntura internacional de consolidação da guerra fria. Era produto de graves contradições que ocorreram ao longo das décadas de 30 e 40 o estado oligárquico estruturado em torno da mineração do estanho e na exploração da massa indígena camponesa. Ao mesmo tempo, a revolução 
expressava o amadurecimento político de amplos setores sociais da cidades e do campo. O surgimento durante a década de 40 de novas forças políticas como o Partido Obrero Revolucionario (POR), o Movimento Nacionalista Revolucionário (MNR), o Partido da Esquerda Revolucionária (PIR, ligado ao estalinismo) e a Falange Socialista Boliviana (FSB, de tendência fascista) foram as representações políticas mais evidentes deste fenômeno, que junto  com a consolidação da Federação Sindical dos Trabalhadores Mineiros da Bolívia (FSTMB) acabaram por polarizar a vida política boliviana no princípio da década de 50 . 
Até 1964 o MNR, partido da pequena burguesia nacionalista, procurou conter os rumos socialistas e radicais defendidos por outros setores revolucionários. O POR, partido operário vinculado à IV Internacional, procurou utilizar sua importante influência sobre a Central Obrera Boliviana (COB) para constituir um governo socialista. O impasse e equilíbrio de forças políticas das primeiras semanas entre o MNR e a COB foi resolvido com a constituição de um co-governo MNR-COB, favorecendo a estratégia do MNR de cooptar o movimento social revolucionário .

### Golpe de Barrientos
O período de governos do MNR lançado ao poder pela revolução de 1952 terminou abruptamente com o golpe de estado em 1964 liderado pelo General Barrientos, vice-presidente do país e egresso das fileiras do próprio MNR . Seu governo deu início a um período de reação violenta contra os movimentos sociais organizados. Milhares de mineiros foram demitidos e as tropas militares passaram a ocupar de forma permanente as minas, até então núcleos principais de resistência e mobilização oposicionista. A COB, sindicatos e os partidos de oposição foram postos na ilegalidade. Várias lideranças políticas foram perseguidas, exiladas ou assassinadas. Em abril de 1969 Barrientos morreu num acidente aéreo e foi substituído por alguns meses por Salinas, vice-presidente civil, também logo substituído através de novo golpe pelo General Ovando, chefe do estado-maior .

### Golpe de Ovando
O Golpe de Ovando ia na contramão do de Barrientos. Na verdade o que estavam por trás destes golpes era o choque entre a burguesia industrial que nos momentos de crise tendia a se aliar com os setores nacionalistas e o capital mineiro-exportador concentrado principalmente em Santa Cruz e eram aliadas ao capital monopolista norte-americano, seu regionalismo confronta-se com o centralismo paceño (setor mineiro-exportador). Esta luta demonstra as contradições no seio do bloco no poder  
O General Torres, então chefe do estado-maior do Governo Ovando, era visto como líder da facção nacionalista dentro do exército boliviano. Redigiu o manifesto inicial do governo, que apontava para uma clara diretriz nacionalista: “na luta pela justiça social pela grandeza da pátria e pela autêntica independência nacional”; o manifesto defendia claramente um modelo revolucionário nacionalista. Ovando procurou se mostrar continuador dos ideais da revolução de 1952. Buscou implementar uma diretriz de governo próxima do reformismo social moderado, complementado por uma tentativa de política externa mais independente da esfera norte-americana No campo político, permitiu o retorno de lideranças exiladas, legalizou a COB - que conseguiu realizar seu 4° Congresso Nacional em 1° de maio de 1970 - e a Federação dos Mineiros, proscrita desde 1964 .

### Comando Político da COB e do Povo
O 4° congresso da COB teve um importante papel na reorientação da mobilização social contra os governos militares. Contra a orientação dos comunistas do PCB de apoio crítico ao governo nacionalista, foi majoritária a tese dos trotskistas do POR de que deveria-se buscar a união das forças populares anti-imperialistas para realizar as tarefas democráticas e socialistas da revolução. Além disso foi destacada a necessidade do movimento operário agir com total independência das forças da burguesia. Como produto destes debates acordou-se a proposta de se constituir um “Comando Político da COB e do Povo”, que englobasse partidos de esquerda, 
sindicatos e a própria COB como a direção política de todo o movimento popular. Esta proposta abriu o caminho para a unidade e aceleração das mobilizações contra a ditadura militar de Ovando 
Ovando foi acusado por setores militares rivais de facilitar a organização de grupos subversivos. Em princípios de outubro de 1970 o
General Rogério Miranda tentou expressar o descontentamento destes militares e articulou um golpe contra Ovando, sem no entanto conseguir apoio majoritário do exército. Seguiu-se uma disputa entre diferentes grupos militares. Durante os dias 4,5 e 6 de outubro houve grande indefinição no exército. Ovando e Miranda chegaram a um acordo de constituir uma Junta Militar com três outros militares para chefiar o governo. No entanto o Comando Político da COB e do Povo reagiu e convocou uma greve geral para o dia 7 de outubro contra a Junta Militar .

### Torres chega ao poder
Em 6 de outubro de 1970 o general Ovando, o general Miranda e os membros da recentíssima Junta Militar foram varridos pelo movimento social. Divididos, os diferentes setores não puderam impedir o General Torres de se apoiar na COB para tomar o palácio presidencial. As disputas internas no aparelho militar não forneciam base de apoio sólida para o novo governante, e levaram Torres a buscar consolidar um apoio político mais sólido nos setores populares rearticulados no período de governo do general Ovando. A greve geral chamada pelo Comando Político da COB e do Povo foi assim decisiva para anular os outros setores golpistas e consolidar o governo Torres .
O novo governo abriu caminho num terreno extremamente instável. Os militares estavam divididos. Numa situação onde as instituições políticas oficiais da democracia (legislativo, judiciário) permaneciam paralisadas, ganhavam relevância as iniciativas do movimento operário e popular. Dessa forma, o posição da COB com relação ao Governo Torres foi decisiva para a própria sobrevivência do governo. Torres ofereceu inicialmente um quarto do ministério do governo à COB, aumentando depois a oferta para metade dos ministérios. Certamente vivia-se uma situação quase inusitada de um governo militar desdobrando-se para conseguir apoio e participação do movimento operário de esquerda em seu governo . 
No dia 8 de outubro a COB debateu a proposta de integrar o governo Torres. Os debates foram longos e acalorados. No centro da discussão estava a própria estratégia traçada pelo último congresso sindical. A COB atuaria como polo de um movimento político independente ou atuaria como suporte político de um governo militar de traços nacionalistas e fragilizado. A solução encontrada foi de compromisso e na prática anulou qualquer possibilidade de integração ao governo. A COB aceitava a proposta de metade dos ministérios, mas indicando nomes de dirigentes secundários que seriam delegados do Comando Político. Torres retirou sua proposta prevendo uma desmoralização ainda maior de seu governo .

## A Assembleia Popular
No dia 1° de maio de 1971 a Assembleia Popular inaugurou seus trabalhos na sede do parlamento boliviano. Os 221 delegados presentes representavam diversas organizações políticas, sindicais e populares do país. Na presidência dos trabalhos instalou-se o histórico 
líder dos mineiros bolivianos Lechín. A ênfase dos diferentes partidos e organizações em relação a Assembleia Popular foram muito diferentes, reflexo de prioridades táticas diversas. Uma diretriz do Comando Político procurava esclarecer quais seriam as características da iniciativa: a Assembleia Popular não poderia ser um parlamento burguês, mas um órgão do poder popular, expressão de suas reivindicações e de sua soberania política independente .
A Assembleia Popular no seu nascimento e ao longo de sua experiência proclamou alto sua independência frente ao governo nacionalista de Torres e, ao mesmo tempo, deixou bem claro sua adesão a política revolucionaria desenvolvida pela classe operária. Isto não significava ignorar as enormes diferenças que existiam entre a ala militar fascista, que estava em permanente estado de conspiração, e o nacionalismo de esquerda encarnado em Torres naquele momento . 
A composição dos delegados da primeira sessão foi a seguinte: 
- operários: 132 delegados
- classes médias: 53 delegados
- camponeses: 23 delegados
- representantes de partidos: 13 delegados

A Assembleia Popular iniciou propriamente seus trabalhos em 24 de junho de 1971, num período de grande turbulência política e constantes ameaças dos setores militares, embora o General Torres não interferisse diretamente. Seu plenário foi palco de ricos debates e provavelmente seus membros soubessem que trabalhavam contra o tempo, pois permanentes boatos de conspirações e novos golpes surgiam a cada semana. Os líderes da Assembleia tentavam consolidar em poucas semanas a nova e frágil instituição . 
Criaram-se nove comissões de trabalho (funcionaram plenamente quatro: co-gestão, universidade operária, milícias operárias e tribunais populares). Aprovaram-se estatutos que a definiam como centro unificador do movimento anti-imperialista da Bolívia, dirigida pelo 
proletariado entre outros documentos. A Assembleia aprovou ainda uma resolução que dizia que caso houvesse um golpe militar, ela assumiria a direção política e militar das forças populares .   Ante a agressão fascista e imperialista se decidiu rechaça-la sem temor aparecendo junto ao governo e sem esquecer de combate-lo toda vez que adotasse medidas antinacionais e antipopulares .
No dia 2 de julho terminou sua primeira sessão. O Comando Político reassumiu a direção política. Impulsionou-se em seguida a realização de Assembleias Populares Departamentais em várias cidades do interior da Bolívia como Cochabamba, Sucre, Tupiza, Oruro e outras. À medida em que a Assembleia se consolidava e se enraizava pelo país, cresciam alertas, conspirações e 
iniciativas de setores militares e civis insatisfeitos e temerosos pelos rumos que tomava a mobilização social. A segunda sessão da Assembleia Popular estava prevista para reabrir em 7 de setembro. Até esta data estavam programadas novas Assembleias Departamentais e a ampliação e renovação das delegações .  

### A reação e o golpe militar
O pânico se instalou em muitos círculos da sociedade boliviana que se opunham ao Governo Torres e à Assembléia Popular. Estes círculos tinham pressa em agir e temiam esperar até setembro, quando se reinstalaria a Assembléia. Assim, os prazos da própria 
Assembléia precipitaram as ações golpistas. Em 18 de agosto de 1971 o General Banzer aliado ao MNR e à Falange Socialista Boliviana, derrubou o Governo Torres e fechando as portas para a Assembléia Popular, reinaugurando um longo período de perseguições à sociedade civil organizada. Provavelmente uma das principais explicações para a violência que marcou o governo militar de Banzer foi a ousadia da Assembléia Popular, da qual talvez tenha se constituído em sua contra-face . 
As repercussões da Assembleia Popular no contexto boliviano e internacional, podem ser sentidas pela afirmação do historiador inglês James Dunkerley: 
| “ | ... ainda que as deliberações da assembléia fossem breves e em alguns sentidos inconclusas, era evidente que provocavam um movimento nacional de grande ímpeto e representavam uma ameaça direta não só para um governo sumamente frágil, senão para todo o sistema social do país. O grande número de correspondentes estrangeiros que havia chegado a La Paz para cobrir a notícia sobre a assembléia, transmitiu uma versão similar à imprensa estrangeira | ” |